# علی خلیف غلیر
علی خلیف غلیر (سومالیایی: Cali Khalif Galaydh؛ ۱۴ اکتبر ۱۹۴۱ – ۸ اکتبر ۲۰۲۰) سیاست‌مدار اهل سومالی بود. وی از ۸ اکتبر ۲۰۰۰ تا ۲۸ اکتبر ۲۰۰۱ نخست‌وزیر این کشور بود.
علی خلیف غلیر در ۸ اکتبر ۲۰۲۰، در سن ۷۸ سالگی درگذشت.